# Echinodexia pseudohystricia
Echinodexia pseudohystricia là một loài ruồi trong họ Tachinidae.